# Nizinny Zimowy Rajd Samochodowy 1961
1. Nizinny Zimowy Rajd Samochodowy – 1. edycja Nizinnego Zimowego Rajdu Samochodowego. Był to rajd samochodowy rozgrywany od 17 do 19 lutego 1961 roku. Była to pierwsza runda Rajdowych Samochodowych Mistrzostw Polski w roku 1961. Rajd został rozegrany na nawierzchni asfaltowej. Zwycięzcą został Andrzej Żymirski..

## Wyniki końcowe rajdu[1][2]
| Miejsce | Kierowca            | Samochód          | Klasa |
| ------- | ------------------- | ----------------- | ----- |
| 1       | Andrzej Żymirski    | DKW Junior        | V     |
| 2       | Adam Wędrychowski   | NSU Prinz 500     | IV    |
| 3       | Marek Varisella     | FSO Syrena 101    | V     |
| 4       | Grzegorz Timoszek   | Simca Aronde P 60 | VIII  |
| 5       | Florian Zastępowski | FSO Warszawa M 20 | X     |
| 6       | Jerzy Dobrzański    | Fiat 600          | IV    |
| 7       | Sobiesław Zasada    | Simca Aronde P 60 | VIII  |
| 8       | Marian Zatoń        | FSO Syrena 101    | V     |
| 9       | Tadeusz Sadowski    | Fiat 600          | IV    |
| 10      | Ryszard Nowicki     | Renault Dauphine  | V     |